# بادکین پوینت

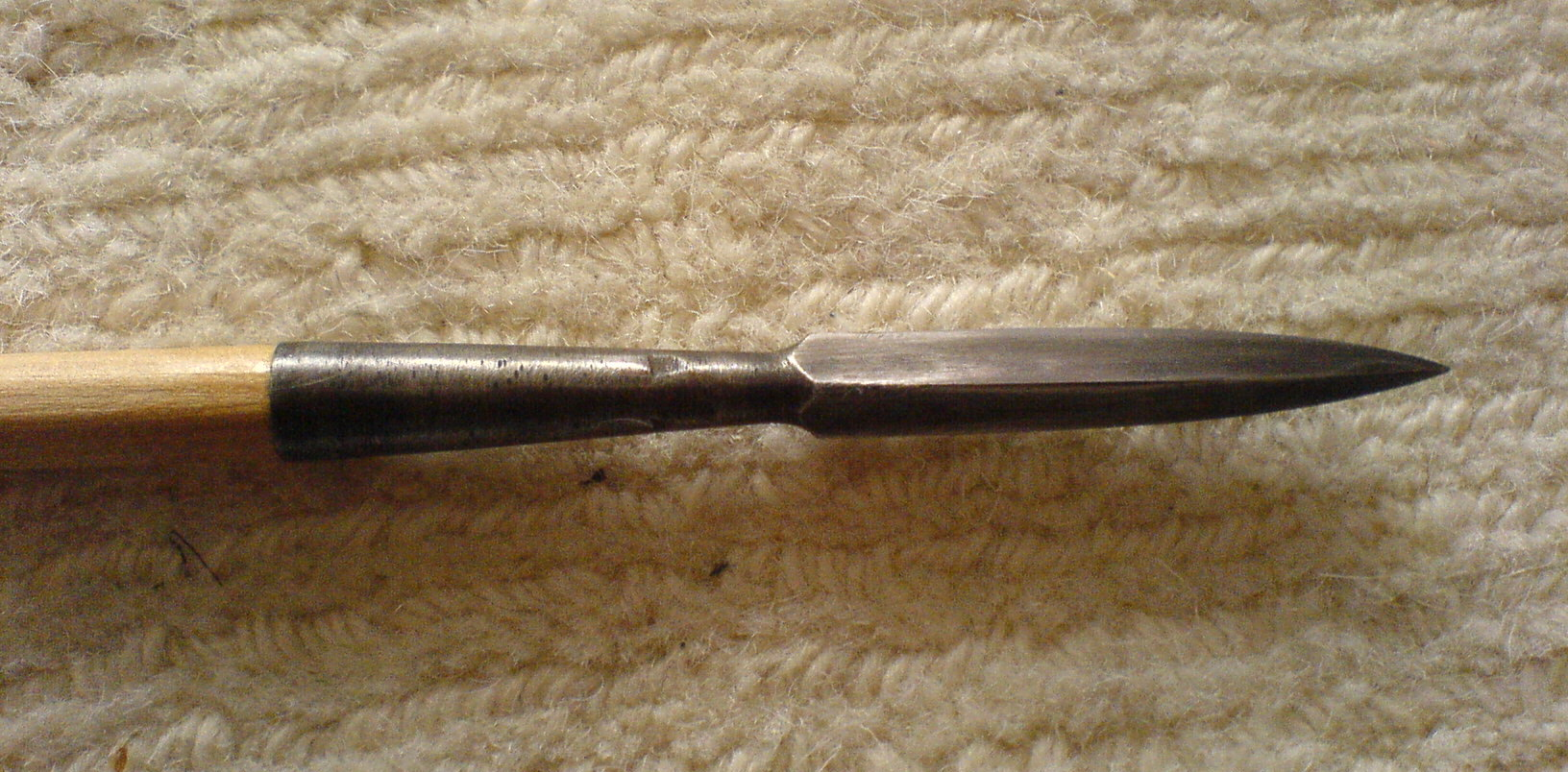
تصویری از نوک پیکان «بادکین پوینت» در موزه

بادکین پوینت (انگلیسی: Bodkin point) نوعی نوک پیکان به شکل خنجر است. بادکین پوینت یک میخ فلزی بدون عارضه است و در قرون وسطی به شکل گسترده (به ویژه توسط کمانداران) مورد استفاده قرار می‌گرفت. طول آن معمولاً ۱۱٫۵ سانتیمتر (۴٫۵ اینچ) و در حدود ۱ سانتیمتر (۰٫۳۹ اینچ) هم در پهن‌ترین نقطه، ضخامت داشت. این نوع از نوک پیکان توسط کمانداران انگلیسیِ مجهز به کمان بلند انگلیسی استفاده می‌گردید و عاملی اثربخش و تعیین‌کننده در طول جنگ صدساله بود.